# Johannes de Doper in de wildernis (Jheronimus Bosch)
Johannes de Doper in de wildernis is een schilderij van de Nederlandse schilder Jheronimus Bosch in het Museo Lázaro Galdiano in Madrid.

## Voorstelling
Het stelt de heilige Johannes de Doper voor. Hij is te herkennen aan zijn attribuut, het lam, waarnaar hij wijst. Links voor hem bevindt zich een vreemde plant met grote vruchten waarvan een aantal vogels eten. Volgens Bosch-kenner Charles de Tolnay verwijst de plant naar de vleselijke lusten en symboliseerde hij zowel de natuur als het kwaad. Door de heilige naar het lam te laten wijzen zou de schilder hem afgebeeld hebben 'staande voor de keuze tussen de wegen van het goede en het kwaad', aldus De Tolnay. Recent infraroodreflectografisch onderzoek toont echter aan dat de plant er om een praktische reden staat. De scan toont een onbekend persoon in gebed, misschien de opdrachtgever, die later is overgeschilderd. De plant verbergt die figuur.

## Lieve-Vrouwe-Broederschapsretabel
Kunsthistoricus Baldass opperde al in 1943 de mogelijkheid dat het samen met het paneel Johannes de Evangelist op Patmos deel uitmaakte van een groot Johannes-altaarstuk. Zijluiken van altaarstukken zijn meestal aan beide zijden beschilderd. In tegenstelling tot het Johannes de Evangelist-paneel, is dit bij het Johannes de Doper-paneel echter niet het geval. In 1996 werd door middel van infraroodreflectografie onder de grote, Boschiaanse plant echter een stichtersportret ontdekt. Bovendien kwam tijdens dit onderzoek vast te staan dat het paneel aan alle vier de zijden werd ingekort. Het oorspronkelijke formaat en de bidrichting van de stichter wijzen erop dat het werk, zoals Baldass vermoedde, samen met het Johannes de Evangelist-paneel het linkerpaneel van een veelluik moet hebben gevormd. Dit veelluik was volgens Jos Koldeweij  het Mariaretabel van de Lieve-Vrouwe-Broederschap in de Sint-Janskathedraal in 's-Hertogenbosch. Dit grote altaarstuk (drie meter breed in gesloten toestand) werd in 1477 opgeleverd door de Utrechtse beeldhouwer Adriaen van Wesel. Daarna werd het in fasen beschilderd, verguld en van (dubbele) luiken voorzien. Bosch-kenner Jos Koldeweij vermoedt dat Bosch – zelf sinds 1488 gezworen lid van het Broederschap – dezelfde luiken beschilderde, waarvoor een timmerman in 1488/1489 door het Broederschap werd uitbetaald. Wat voorstelling betreft passen de beide Johannessen naadloos in het retabel. Beide heiligen waren patroonheiligen van de Sint-Jan en vooral het visioen van Johannes de Evangelist was hét symbool van het Lieve-Vrouwe-Broederschap en komt als zodanig verschillende keren voor op andere voorwerpen van het Broederschap.

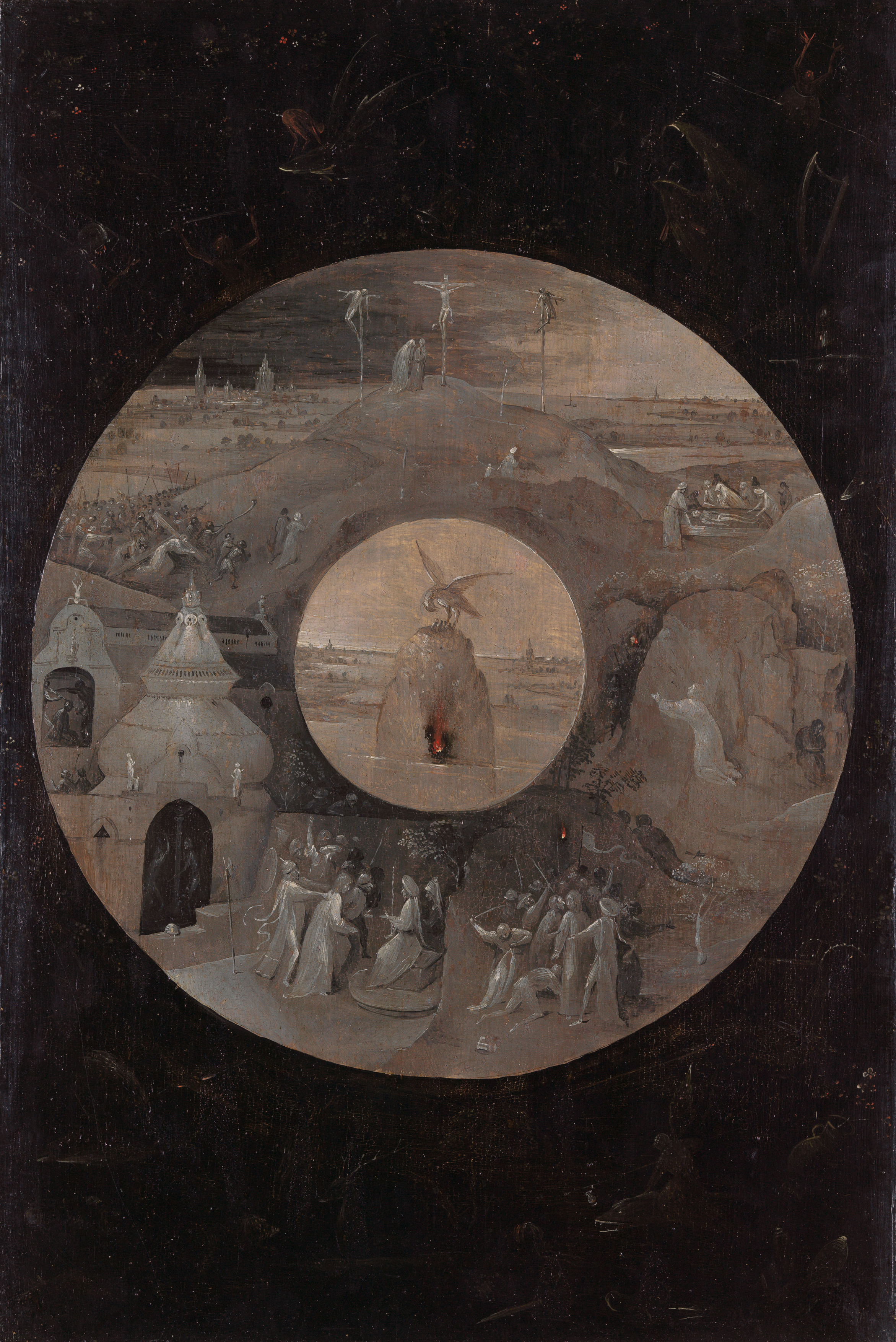
Jheronimus Bosch. Johannes de Evangelist op Patmos, achterzijde, Pelikaan, passiescènes, monsters en demonen in de zwikken. 1489 of later. Een soortgelijke achterzijde zou dit schilderij ook gehad hebben.

## Achterzijde
In de loop van de 17e eeuw werd het retabel ontmanteld. In die periode is het werk waarschijnlijk gedeeltelijk overgeschilderd en ingekort. Kennelijk was het paneel zo zwaar beschadigd, dat de achterzijde ervan niet meer te redden was. Over de voorstelling hiervan biedt Koldeweij een hypothese. In gesloten toestand vormde de buitenzijde van Johannes de Doper een pendant met de buitenzijde van Johannes de Evangelist. Omdat hier een Pelicaan is afgebeeld, als teken van het offer van Christus met daaromheen passiescènes, liet de buitenzijde van Johannes de Doper volgens Koldeweij waarschijnlijk een tondo met in het midden een uit de as herrijzende Fenix, het symbool van de terugkeer van Christus op aarde, met daaromheen scènes uit de jeugd van Christus. Omdat de passiescènes van rechts naar links moeten worden gelezen, moesten de jeugdscènes van Christus van links naar rechts gelezen worden.

## Herkomst
Het werk werd hoogstwaarschijnlijk in 1480 of daarna geschilderd voor het Lieve-Vrouwe-Broederschapsretabel in de Sint Janskathedraal. Het portret, dat tegenwoordig onder de grote distel schuilgaat, is van een onbekend persoon, mogelijk de opdrachtgever. Na de beeldenstorm overleefd te hebben, werd het altaar in de loop van de 17e eeuw ontmanteld. In 1920 werd het opnieuw gesignaleerd in de verzameling van José Lázaro Galdiano. Nadat deze in 1947 overleed, kwam het terecht in het Museo Lázaro Galdiano.
Schilderijen: Kruisdraging · De tuin der lusten · De keisnijding · Hooiwagen-drieluik · Calvarie met schenker · De Heilige Hiëronymus in gebed · Driekoningen-drieluik · Heilige Christoforus · Johannes de Doper in de wildernis · Johannes de Evangelist op Patmos · Antonius-drieluik · Verzoeking van de heilige Antonius (São Paulo) · De marskramer · Het narrenschip · Allegorie op de gulzigheid · De dood van een vrek · Heremieten-drieluik · Drieluik van de gekruisigde martelares · Visioenen uit het hiernamaals · Zondvloed en hel